# Rafael Sanz Lobato
Rafael Sanz Lobato (Sevilla, 5 de agosto de 1932-Madrid, 22 de abril de 2015) fue un fotógrafo español, Premio Nacional de Fotografía en 2011, «por su pericia para mostrar la transformación del mundo rural».

## Biografía
Su familia se trasladó a vivir a Madrid en 1941 y en 1956 se compró su primera cámara fotográfica. En 1964 tomó parte en la Real Sociedad Fotográfica de Madrid. En 1965 con otros fotógrafos fundó el grupo La Colmena. Cuando desapareció el grupo, participó en la creación del Grupo 5. Su obra se centra en escenas campestres costumbristas, en imágenes de ciudades provincianas y de sus festejos tradicionales, así como retratos, por lo que se ha considerado como pionero en ese tipo de fotografía antropológica. Otros pioneros de la Escuela de Madrid fueron Carlos Hernández Corcho, Juan Dolcet y Manuel Cruzado Cazador. Era miembro de una generación que está a caballo entre los años 1950 y 1970. En 1971 abandonó la Real Sociedad Fotográfica por diferencias con Gerardo Vielba y poco después se convirtió en fotógrafo profesional.
El Ministerio de Cultura, al concederle el Premio Nacional, destacó la coherencia y solidez de su obra, que "constituye un puente entre la nueva vanguardia neorrealista de la postguerra y los métodos de observación fotográfica posteriores a 1968".
Falleció el 22 de abril de 2015 en Madrid a causa de un cáncer de pulmón.

## Premios y distinciones
- Medalla de Oro al Mérito en las Bellas Artes (2003)
- Premio de Honor Ciutat de Lleida de Fotografia (2009)
- Premio Nacional de Fotografía (2011)